# Campeonato Paranaense de Futsal de 2014
O Campeonato Paranaense de Futsal de 2014, cujo nome oficial é Campeonato Paranaense Kaiser/Kagiva (por motivos de patrocínio), foi a 20ª edição da principal competição da modalidade no estado, sua organização foi de competência da Federação Paranaense de Futsal. 
O Clube Atlético Deportivo, da cidade de Guarapuava, terminou a Primeira Fase em primeiro lugar, garantindo desta forma o título inédito da Taça Paraná de Futsal. A equipe guarapuavana manteve a hegemonia nas fases seguintes, chegando a final do campeonato contra o Cascavel, onde empatou a primeira partida na casa do adversário (2-2), e aplicou uma goleada sobre o pentacampeão no Ginásio Joaquim Prestes (7-2), sagrando-se bicampeão estadual. 

## Regulamento[3]
O Campeonato Paranaense de Futsal da Divisão Especial Série Ouro Kaiser/Kagiva - 2014, será disputado em cinco fases com o início previsto para o dia 14 de março.
Taça Paraná de Futsal (Primeira Fase)
Na Primeira fase, as 13 equipes jogam entre si em Turno único. Se qualificam para a Segunda Fase os 10 melhores colocados, sendo que o clube que terminar com a 1ª posição garante o título da Taça Paraná de Futsal (Troféu Jorge Kudri);
Segunda Fase
As dez equipes classificadas, serão distribuídas em dois grupos, de cinco componentes, disputando jogos em Turno e Returno, com partidas de ida e volta. Os quatro mais bem posicionados, garantem presença na Terceira Fase (Quartas de Final).
Terceira Fase (Quartas-de-Final)
Os oito classificados, serão divididos em quatro chaves de duas equipes, jogando em Play-Off eliminatório de duas partidas, e em caso de empate ou vitórias alternadas três, persistindo a igualdade na terceira partida, a equipe de melhor campanha tem a vantagem do empate, para ficar com a vaga. As melhores posicionadas da Primeira Fase, jogarão a segunda partida em casa, assim como a terceira se esta for necessária. Classificam-se para a Quarta Fase (Semi-Final) as quatro equipes vencedoras de cada chave. 
Quarta Fase (Semi-Final)
Os quatro classificados, serão divididos em duas chaves, jogando em Play-Off eliminatório de duas partidas, e em caso de empate ou vitórias alternadas três, persistindo a igualdade na terceira partida, a equipe de melhor campanha tem a vantagem do empate, para ficar com a vaga. As melhores posicionadas da Primeira Fase, jogarão a segunda partida em casa, assim como a terceira se esta for necessária. Classificam-se para a Quinta Fase (Final) as equipes vencedoras de cada chave. 
Quinta Fase (Final)
Os dois times vencedores, disputam a grande final do torneio a fim de definir o campeão da edição. A decisão ocorrerá em duas partidas, e em caso de empate ou vitórias alternadas três, persistindo a igualdade na terceira partida, a equipe de melhor campanha tem a vantagem do empate, para ficar com o título. O melhor posicionado da Primeira Fase, jogará a segunda partida em casa, assim como a terceira se esta for necessária.
Rebaixamento
Não haverá rebaixamento a Série Prata nesta edição.
Critérios de Desempate
1. Equipe que obtiver o maior número de pontos;
2. Confronto direto;
3. Goal Average (maior quociente da divisão do número de gols marcados pelo número de gols sofridos);
4. Menor média de gols sofridos na Fase (número de gols sofridos divididos pelo número de jogos);
5. Maior média de gols marcados na Fase (número de gols feitos dividido pelo número de jogos);
6. Maior saldo;
7. Sorteio.

## Participantes em2014
| Clube          | Cidade                  | Em 2013          | Ginásio                 | Títulos                           |
| -------------- | ----------------------- | ---------------- | ----------------------- | --------------------------------- |
| Ampére         | Ampére                  | 1º (Chave Prata) | Ginásio Rondinha        | 0 (não possui)                    |
| Campo Mourão   | Campo Mourão            | 6º               | Valternei de Oliveira   | 0 (não possui)                    |
| Cascavelense   | Cascavel                | 12º              | Francisco Pian          | 0 (não possui)                    |
| Cascavel       | Cascavel                | 2º               | Neva                    | 5 (2003, 2004, 2005, 2011 e 2012) |
| Clevelândia    | Clevelândia             | 2º (Chave Prata) | Idevaldo Zardo          | 0 (não possui)                    |
| Copagril       | Marechal Cândido Rondon | 1º               | Ney Braga               | 2 (2009 e 2013)                   |
| Foz Cataratas  | Foz do Iguaçu           | 11º              | Costa Cavalcanti        | 0 (não possui)                    |
| Guarapuava     | Guarapuava              | 13º              | Ginásio Joaquim Prestes | 1 (2010)                          |
| Marreco        | Francisco Beltrão       | 7º               | Arrudão                 | 0 (não possui)                    |
| Operário/Keima | Ponta Grossa            | 4º               | Oscar Pereira           | 0 (não possui)                    |
| Ciagym Maringá | Maringá                 | 5º               | Ginásio Chico Neto      | 0 (não possui)                    |
| São Lucas      | Paranavaí               | 14º              | Lacerdinha              | 0 (não possui)                    |
| Umuarama       | Umuarama                | 3º               | Amário Vieira da Costa  | 2 (2007 e 2008)                   |

- Foz Futsal, Pato Futsal e Quedas, não compareceram ao arbitral realizado pela Federação Paranaense de Futsal, no dia 15 de fevereiro na cidade de Marechal Cândido Rondon, e foram automaticamente rebaixados para a Chave Prata, já que o regulamento do torneio prevê tal punição.

## Taça Paraná de Futsal
| Pos | Times          | Pts | J  | V | E | D  | GP | GC | SG  | GA   | %     | Classificação                     |
| --- | -------------- | --- | -- | - | - | -- | -- | -- | --- | ---- | ----- | --------------------------------- |
| 1   | Guarapuava     | 29  | 12 | 9 | 2 | 1  | 37 | 18 | 19  | 2,06 | 80,6% | Campeão da Taça Paraná de Futsal  |
| 2   | Cascavel       | 25  | 12 | 8 | 1 | 3  | 48 | 32 | 16  | 1,50 | 69,4% | Classificados para a Segunda Fase |
| 3   | Operário/Keima | 23  | 12 | 7 | 2 | 3  | 52 | 25 | 27  | 2,08 | 63,9% | Classificados para a Segunda Fase |
| 4   | Ciagym Maringá | 23  | 12 | 7 | 2 | 3  | 35 | 21 | 14  | 1,67 | 63,9% | Classificados para a Segunda Fase |
| 5   | Umuarama       | 23  | 12 | 7 | 2 | 3  | 40 | 31 | 9   | 1,29 | 63,9% | Classificados para a Segunda Fase |
| 6   | Marreco        | 21  | 12 | 6 | 3 | 3  | 39 | 22 | 17  | 1,77 | 58,3% | Classificados para a Segunda Fase |
| 7   | Ampére         | 19  | 12 | 6 | 1 | 5  | 40 | 30 | 10  | 1,33 | 52,8% | Classificados para a Segunda Fase |
| 8   | Copagril       | 18  | 12 | 6 | 0 | 6  | 43 | 24 | 19  | 1,79 | 50%   | Classificados para a Segunda Fase |
| 9   | Foz Cataratas  | 13  | 12 | 3 | 4 | 5  | 26 | 33 | -7  | 0,79 | 36,1% | Classificados para a Segunda Fase |
| 10  | São Lucas      | 12  | 12 | 3 | 3 | 6  | 26 | 32 | -6  | 0,81 | 33,3% | Classificados para a Segunda Fase |
| 11  | Campo Mourão   | 11  | 12 | 3 | 2 | 7  | 23 | 29 | -6  | 0,79 | 30,6% | Eliminados                        |
| 12  | Clevelândia    | 5   | 12 | 1 | 2 | 9  | 21 | 48 | -27 | 0,44 | 13,9% | Eliminados                        |
| 13  | Cascavelense   | 0   | 12 | 0 | 0 | 12 | 3  | 93 | -85 | 0,09 | 0%    | Eliminados                        |

### Confrontos
Para ler a tabela, a linha horizontal representa os jogos da equipe como mandante. A coluna vertical indica os jogos da equipe como visitante.
|                | AMP  | CAM  | CSE | CAS  | CLE | COP | FCA | GUA | MAR | OKE | OPN | SLU | UMU |
| -------------- | ---- | ---- | --- | ---- | --- | --- | --- | --- | --- | --- | --- | --- | --- |
| Ampére         | —    | 2–1  | -   | 1–3  | -   | -   | 0–1 | -   | -   | 6–3 | 2–4 | -   | -   |
| Campo Mourão   | -    | —    | -   | -    | 5–2 | 0–3 | -   | 1–4 | 1–4 | 0–2 | 1–1 | -   | -   |
| Cascavelense   | 1–12 | 1–6  | —   | 1–14 | -   | -   | 0–8 | -   | -   | -   | -   | 0–5 | 1–7 |
| Cascavel       | -    | 3–3  | -   | —    | -   | 1–3 | 3–2 | -   | 4–3 | 6–4 | 1–2 | -   | -   |
| Clevelândia    | 1–4  | 3–1  | -   | 2–3  | —   | -   | -   | 2–2 | -   | -   | -   | 3–4 | 0–3 |
| Copagril       | -    | 13–2 | -   | -    | 9–0 | —   | -   | 2–3 | 1–2 | 0–4 | -   | 3–1 | -   |
| Foz Cataratas  | -    | -    | 2–0 | -    | 2–2 | 1–6 | —   | -   | 1–1 | 1–9 | 1–1 | -   | -   |
| Guarapuava     | 1–1  | 4–0  | -   | 6–1  | -   | -   | 4–3 | —   | -   | -   | -   | 3–2 | 5–2 |
| Marreco        | 5–2  | 8–0  | -   | -    | 6–1 | -   | -   | 4–2 | —   | -   | -   | 0–0 | 2–3 |
| Operário/Keima | -    | 10–0 | -   | -    | 5–2 | -   | -   | 0–2 | 3–3 | —   | -   | 4–0 | -   |
| Ciagym Maringá | -    | 3–1  | -   | -    | 4–2 | 5–0 | -   | 0–1 | 4–1 | 2–5 | —   | -   | -   |
| São Lucas      | 5–2  | -    | 0–3 | 0–1  | -   | -   | 4–4 | -   | -   | -   | 3–7 | —   | -   |
| Umuarama       | 1–4  | -    | 4–3 | 5–8  | -   | 2–1 | 3-0 | -   | -   | -   | 3–2 | -   | —   |

| Vitória do mandante; Vitória do visitante; Empate. | Em negrito os jogos "clássicos". |

### Desempenho por rodada
Clubes que lideraram o campeonato ao final de cada rodada
| Rodadas | Rodadas | Rodadas | Rodadas | Rodadas | Rodadas | Rodadas | Rodadas | Rodadas | Rodadas | Rodadas | Rodadas | Rodadas | Rodadas |
| ------- | ------- | ------- | ------- | ------- | ------- | ------- | ------- | ------- | ------- | ------- | ------- | ------- | ------- |
| 1       | 2       | 3       | 4       | 5       | 6       | 7       | 8       | 9       | 10      | 11      | 12      | 13      |         |
| GUA     | GUA     | GUA     | GUA     | GUA     | GUA     | GUA     | GUA     | CAS     | GUA     | GUA     | GUA     | GUA     |         |

Clubes que ficaram na última posição do campeonato ao final de cada rodada
| Rodadas | Rodadas | Rodadas | Rodadas | Rodadas | Rodadas | Rodadas | Rodadas | Rodadas | Rodadas | Rodadas | Rodadas | Rodadas | Rodadas |
| ------- | ------- | ------- | ------- | ------- | ------- | ------- | ------- | ------- | ------- | ------- | ------- | ------- | ------- |
| 1       | 2       | 3       | 4       | 5       | 6       | 7       | 8       | 9       | 10      | 11      | 12      | 13      |         |
| OKE     | ACF     | ACF     | ACF     | ACF     | ACF     | ACF     | ACF     | ACF     | ACF     | ACF     | ACF     | ACF     |         |

### Premiação
| Taça Paraná de Futsal de 2014                |
| -------------------------------------------- |
| Clube Atlético Deportivo Campeão (1º título) |

## Segunda Fase

### Grupo A
| Pos | Times          | Pts | J | V | E | D | GP | GC | SG  | GA   | %     | Classificação               |
| --- | -------------- | --- | - | - | - | - | -- | -- | --- | ---- | ----- | --------------------------- |
| 1   | Guarapuava     | 20  | 8 | 6 | 2 | 0 | 35 | 19 | 16  | 1,84 | 83,3% | Classificados aos Play-Offs |
| 2   | Marreco        | 16  | 8 | 5 | 1 | 2 | 31 | 15 | 16  | 2,07 | 66,7% | Classificados aos Play-Offs |
| 3   | Copagril       | 15  | 8 | 5 | 0 | 3 | 27 | 23 | 4   | 1,17 | 62,5% | Classificados aos Play-Offs |
| 4   | Ciagym Maringá | 7   | 8 | 2 | 1 | 5 | 15 | 25 | -10 | 0,60 | 29,7% | Classificados aos Play-Offs |
| 5   | São Lucas      | 0   | 8 | 0 | 0 | 8 | 21 | 47 | -26 | 0,45 | 0%    | Eliminado                   |

#### Confrontos
Para ler a tabela, a linha horizontal representa os jogos da equipe como mandante. A coluna vertical indica os jogos da equipe como visitante.
|                | CIA | COP | GUA | MAR | SLU |
| -------------- | --- | --- | --- | --- | --- |
| Ciagym Maringá | —   | 1–2 | 1–3 | 3–5 | 3–1 |
| Copagril       | 3–1 | —   | 2–4 | 2–1 | 7–2 |
| Guarapuava     | 3–3 | 6–3 | —   | 3–3 | 5–1 |
| Marreco        | 6–0 | 2–1 | 1–2 | —   | 5–3 |
| São Lucas      | 2–3 | 6–7 | 5–9 | 1–8 | —   |

| Vitória do mandante; Vitória do visitante; Empate. | Em negrito os jogos "clássicos". |

### Grupo B
| Pos | Times          | Pts | J | V | E | D | GP | GC | SG  | GA   | %     | Classificação               |
| --- | -------------- | --- | - | - | - | - | -- | -- | --- | ---- | ----- | --------------------------- |
| 1   | Cascavel       | 17  | 8 | 5 | 2 | 1 | 21 | 13 | 8   | 1,62 | 70,3  | Classificados aos Play-Offs |
| 2   | Umuarama       | 16  | 8 | 5 | 1 | 2 | 37 | 22 | 15  | 1,68 | 66,7% | Classificados aos Play-Offs |
| 3   | Foz Cataratas  | 9   | 8 | 3 | 0 | 5 | 18 | 25 | -7  | 0,72 | 37,5  | Classificados aos Play-Offs |
| 4   | Ampére         | 8   | 8 | 2 | 2 | 4 | 17 | 29 | -12 | 0,59 | 33,3  | Classificados aos Play-Offs |
| 5   | Operário/Keima | 7   | 8 | 2 | 1 | 5 | 19 | 23 | -4  | 0,83 | 29,7  | Eliminado                   |

#### Confrontos
Para ler a tabela, a linha horizontal representa os jogos da equipe como mandante. A coluna vertical indica os jogos da equipe como visitante.
|                | AMP | CAS | FCA | OKE | UMU |
| -------------- | --- | --- | --- | --- | --- |
| Ampére         | —   | 3–3 | 3–6 | 2–1 | 2–2 |
| Cascavel       | 3–1 | —   | 5–1 | 3–2 | 2–3 |
| Foz Cataratas  | 4–1 | 0–1 | —   | 3–1 | 1–4 |
| Operário/Keima | 6–0 | 1–1 | 2–0 | —   | 4–9 |
| Umuarama       | 4–5 | 2–3 | 8–3 | 5–2 | —   |

| Vitória do mandante; Vitória do visitante; Empate. | Em negrito os jogos "clássicos". |

## Play-Offs
|  | Quartas de final              | Quartas de final    | Quartas de final | Quartas de final    |   |   | Semifinais                     | Semifinais | Semifinais | Semifinais |  |  | Final | Final | Final | Final |
|  |                               |                     |                  |                     |   |   |                                |            |            |            |  |  |       |       |       |       |
|  | 11 de outubro e 1 de novembro |                     |                  |                     |   |   |                                |            |            |            |  |  |       |       |       |       |
|  |                               |                     |                  |                     |   |   |                                |            |            |            |  |  |       |       |       |       |
|  | Guarapuava                    | 4                   | 6                |                     |   |   |                                |            |            |            |  |  |       |       |       |       |
|  | Guarapuava                    | 4                   | 6                | 14 e 22 de novembro |   |   |                                |            |            |            |  |  |       |       |       |       |
|  | Ampére                        | 2                   | 1                |                     |   |   |                                |            |            |            |  |  |       |       |       |       |
|  | Ampére                        | 2                   | 1                | Guarapuava          | 3 | 6 |                                |            |            |            |  |  |       |       |       |       |
|  | 11 de outubro e 1 de novembro |                     |                  | Guarapuava          | 3 | 6 |                                |            |            |            |  |  |       |       |       |       |
|  |                               | Umuarama            | 3                | 4                   |   |   |                                |            |            |            |  |  |       |       |       |       |
|  | Umuarama                      | Umuarama            | 3                | 4                   | 2 | 4 |                                |            |            |            |  |  |       |       |       |       |
|  | Umuarama                      |                     |                  |                     | 2 | 4 | 29 de novembro e 6 de dezembro |            |            |            |  |  |       |       |       |       |
|  | Copagril                      | 2                   | 3                |                     |   |   |                                |            |            |            |  |  |       |       |       |       |
|  | Copagril                      | 2                   | 3                | Guarapuava          | 2 | 7 |                                |            |            |            |  |  |       |       |       |       |
|  | 10 e 18 de outubro            |                     |                  | Guarapuava          | 2 | 7 |                                |            |            |            |  |  |       |       |       |       |
|  |                               | Cascavel            | 2                | 2                   |   |   |                                |            |            |            |  |  |       |       |       |       |
|  | Cascavel                      | Cascavel            | 2                | 2                   | 2 | 2 |                                |            |            |            |  |  |       |       |       |       |
|  | Cascavel                      | 14 e 22 de novembro |                  |                     | 2 | 2 |                                |            |            |            |  |  |       |       |       |       |
|  | Ciagym Maringá                | 2                   | 1                |                     |   |   |                                |            |            |            |  |  |       |       |       |       |
|  | Ciagym Maringá                | 2                   | 1                | Cascavel            | 2 | 6 |                                |            |            |            |  |  |       |       |       |       |
|  | 11 e 18 de outubro            |                     |                  | Cascavel            | 2 | 6 |                                |            |            |            |  |  |       |       |       |       |
|  |                               | Marreco             | 2                | 5                   |   |   |                                |            |            |            |  |  |       |       |       |       |
|  | Marreco                       | Marreco             | 2                | 5                   | 2 | 7 |                                |            |            |            |  |  |       |       |       |       |
|  | Marreco                       |                     |                  |                     | 2 | 7 |                                |            |            |            |  |  |       |       |       |       |
|  | Foz Cataratas                 | 2                   | 2                |                     |   |   |                                |            |            |            |  |  |       |       |       |       |
|  | Foz Cataratas                 | 2                   | 2                |                     |   |   |                                |            |            |            |  |  |       |       |       |       |

## Final

### Primeiro jogo
| 29 de novembro | Cascavel                           | 2 - 2     | Guarapuava                                  | Cascavel, Ginásio da Neva                                                                                                 |
| 21:30 (UTC−3)  | Pirulito 04:16' · Guilherme 29:00' | Relatório | Adeirton 34:08' (Pen) · André Maluko 35:41' | Árbitro: Ednei Custódio da Silva Árbitro2:Rafael Francisco Borges Cronometrista:José Roberto Franz Anotador:Eleandro Feil |

| Cascavel Futsal Clube | Clube Atlético Deportivo |

### Segundo jogo
| 6 de dezembro | Guarapuava                                                                                               | 7 - 2     | Cascavel                          | Guarapuava, Ginásio Joaquim Prestes                                                                                  |
| 21:30 (UTC−3) | Issamu 10:36' · André Maluko 17:33' 22:11' 33:04' · Jamur 17:55' · Giovanni 28:26' · Simi Saiotti 30:15' | Relatório | Ricardinho 14:08' · Jaison 35:59' | Árbitro: Flávio Marques Árbitro2:Cláudio Teixeira Lombardo Cronometrista:Zilbo Tomaroli Filho Anotador:Eleandro Feil |

| Clube Atlético Deportivo | Cascavel Futsal Clube |

## Artilharia
| Posição | Jogador         | Clube          | Gols |
| ------- | --------------- | -------------- | ---- |
| 1       | Roberto Barbosa | Marreco        | 18   |
| 2       | Banana          | Marreco        | 17   |
| 2       | Simi Saiotti    | Guarapuava     | 17   |
| 3       | Sidnei          | Ampére         | 16   |
| 3       | Éder Luan       | Umuarama       | 16   |
| 4       | Rodriguinho     | Ampére         | 13   |
| 4       | Dilvo           | Operário/Keima | 13   |
| 5       | Arrepio         | Cascavel       | 12   |
| 5       | Marquinhos      | Guarapuava     | 12   |
| 5       | Rangel          | Ciagym         | 12   |
| 5       | Yuri            | Umuarama       | 12   |
| 6       | Diego Fávero    | Guarapuava     | 11   |
| 6       | Pedro           | Umuarama       | 11   |
| 6       | Schneider       | Umuarama       | 11   |
| 6       | Jamur           | Guarapuava     | 11   |
| 6       | Jaison          | Cascavel       | 11   |
| 7       | Caça            | Cascavel       | 10   |
| 7       | Pirulito        | Cascavel       | 10   |
| 7       | Márcio          | Copagril       | 10   |
| 7       | André Maluko    | Guarapuava     | 10   |

## Premiação
| Chave Ouro 2014                              |
| -------------------------------------------- |
| Clube Atlético Deportivo Campeão (2º título) |

## Classificação Geral
| Pos | Times          | Pts | J  | V  | E | D  | GP  | GC | SG  | GA   | %     | Classificação                   |
| --- | -------------- | --- | -- | -- | - | -- | --- | -- | --- | ---- | ----- | ------------------------------- |
| 1   | Guarapuava     | 63  | 26 | 19 | 6 | 1  | 100 | 51 | 49  | 1,96 | 80,7% | Finalistas                      |
| 2   | Cascavel       | 51  | 26 | 15 | 6 | 5  | 85  | 64 | 21  | 1,32 | 65,8% | Finalistas                      |
| 3   | Umuarama       | 44  | 24 | 13 | 5 | 6  | 90  | 67 | 23  | 1,34 | 61,1% | Eliminados nas semifinais       |
| 4   | Marreco        | 42  | 24 | 12 | 6 | 6  | 86  | 49 | 37  | 1,32 | 58,3% | Eliminados nas semifinais       |
| 5   | Copagril       | 34  | 22 | 11 | 1 | 10 | 75  | 53 | 22  | 1,41 | 51,2  | Eliminados nas Quartas-de-final |
| 6   | Ciagym Maringá | 31  | 22 | 9  | 3 | 8  | 53  | 50 | 3   | 1,06 | 46,7  | Eliminados nas Quartas-de-final |
| 7   | Ampére         | 27  | 22 | 8  | 3 | 11 | 60  | 69 | -9  | 0,86 | 40,1% | Eliminados nas Quartas-de-final |
| 8   | Foz Cataratas  | 23  | 22 | 6  | 5 | 11 | 48  | 67 | -19 | 0,71 | 34,5% | Eliminados nas Quartas-de-final |
| 9   | Operário/Keima | 30  | 20 | 9  | 3 | 8  | 71  | 48 | 23  | 1,47 | 50%   | Eliminados na Segunda Fase      |
| 10  | São Lucas      | 12  | 20 | 3  | 3 | 14 | 47  | 79 | -32 | 0,59 | 20%   | Eliminados na Segunda Fase      |
| 11  | Campo Mourão   | 11  | 12 | 3  | 2 | 7  | 23  | 29 | -6  | 0,79 | 30,6% | Eliminados na Primeira Fase     |
| 12  | Clevelândia    | 5   | 12 | 1  | 2 | 9  | 21  | 48 | -27 | 0,44 | 13,9% | Eliminados na Primeira Fase     |
| 13  | Cascavelense   | 0   | 12 | 0  | 0 | 12 | 3   | 93 | -85 | 0,09 | 0%    | Eliminados na Primeira Fase     |